# Igbo (Ethnie)

Ethnien in Nigeria

Die Igbo, veraltet Ibo, sind eine afrikanische Ethnie von über 30 Millionen Menschen in Nigeria, die vor allem im von Savanne unterbrochenen tropischen Regenwald östlich des Niger-Unterlaufs lebt. Die Bezeichnung der Ethnie wie der Sprache wird von ihren Sprechern [íɓò] ausgesprochen. Die korrekte Schreibweise lautet jedoch Igbo. Siehe hierzu: Pannigerianisches Alphabet.

## Sprache
Die Sprache der Igbo gehört zur Familie der Igboiden Sprachen und genießt in Nigeria den Status einer Nationalsprache – neben Hausa und Yoruba.

## Geschichte
Die Igbo und ihre Nachbarn hatten bis ins 19. Jahrhundert sehr unter den Sklavenhändlern zu leiden. Um 1900 setzte sich im ganzen Gebiet die britische Kolonialverwaltung durch. Heute sind die Igbo neben den Yoruba und Hausa eine der staatstragenden Gruppen in Nigeria, nachdem ihr Versuch zur Gründung eines eigenen Staates (Biafra) nach jahrelangen blutigen Kämpfen gegen die nigerianische Zentralregierung gescheitert ist (Biafra-Krieg 1967–1970).

## Gesellschaft

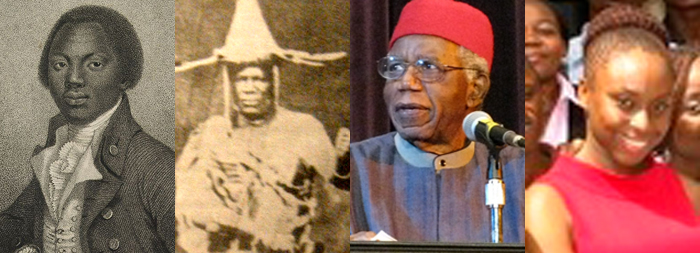
Olaudah Equiano • Jaja von Opobo (1821–1891) • Chinua Achebe • Chimamanda Ngozi Adichie

Die meisten Igbo-Gruppen lebten, wie ihre Nachbarn in egalitären, weitgehend demokratischen Gesellschaftsstrukturen: in autonomen Siedlungen ohne zentrale Autoritäten, jede Großfamilie für sich als unabhängige Einheit unter der Führung einer oder eines Familienältesten. Die Angelegenheiten der Dorfgemeinschaft wurden von einem Ältestenrat beschlossen, dem sowohl Männer als auch Frauen angehörten.

## Religion
Die meisten Igbo sind Christen, es gibt aber auch traditionelle Glaubenssysteme. Besondere Bedeutung hat außerdem ein Ahnenkult. Bei Bestattungen und Festen treten Maskentänzer auf, die in besonderen Geheimgesellschaften zusammengeschlossen sind. Wenige tausend Igbo betrachten sich ferner als Juden.

## Kultur
Die Kunst der Igbo (z. B. große Lehmfiguren an Heiligtümern und Altären sowie figürliche und abstrakte Masken) steht meist in religiösem Kontext. 1938 und 1964 wurden im Norden des Igbo-Gebiets (in Igbo-Ukwu) zahlreiche Bronzegerätschaften und die Grabkammer einer hochgestellten Persönlichkeit entdeckt. Die reich verzierten, hervorragend gearbeiteten Bronzen sind im Wachsausschmelzverfahren gegossen. Wenn die Datierung ins 9./10. Jahrhundert richtig ist, handelt es sich um das älteste Zeugnis einer Bearbeitung von Kupfer und seinen Legierungen in Westafrika.
Zu den traditionellen Musikinstrumenten gehören die Schlitztrommel ekwe mit einem oder zwei Schlitzen, die in Ensembles und als Signalinstrument verwendet wird, und die sehr große Schlitztrommel ikoro. Sie kündigt das Begräbnis einer bedeutenden Persönlichkeit an. Kleine Xylophone besitzen zwei über einem Gefäß befestigte Klangplatten, bei großen Xylophonen mit 12 Klangstäben liegen diese auf zwei Bananenstämmen. Unterschiedliche Lamellophone heißen generell ubo. Glocken (ogene) werden in unterschiedlichen Längen mit und ohne Klöppel hergestellt, als einzelne Glocken oder als Doppelglocken. Die Trommeln sind meist zylindrisch, ein- oder zweifellig. Blasinstrumente sind die Gefäßflöte ugene aus Ton mit einem Griffloch, die zur Unterhaltung und zeremoniell gespielte Holzflöte oja und quer geblasene Naturtrompeten, darunter die opi aus einem Tierhorn und die Elfenbeintrompete odo (odu). Die Auswahl an Saiteninstrumenten beschränkt sich auf den Mundbogen une, den achtsaitigen Pluriarc ubo agala, einfache Stabzithern und die sechssaitige Trogzither ubo akwala.

## Traditionelle Wirtschaftsweise
Als Nahrungsgrundlage diente der Anbau von Yams und Maniok, der vielfach durch ausgedehnten Fischfang ergänzt wurde.